# 勒普拉代
勒普拉代（法語：Le Pradet，法語發音：[lə pʁadɛ]）是法国普罗旺斯-阿尔卑斯-蓝色海岸大区瓦尔省的一个市镇，位于该省西南部，属于土伦区。

## 地理
勒普拉代（43°6'20"N, 6°1'24"E）面积9.97 平方千米，位于法国普罗旺斯-阿尔卑斯-蓝色海岸大区瓦尔省，该省份为法国东南部沿海省份，北起上普罗旺斯阿尔卑斯省，西北角与沃克吕兹省接壤，西接罗讷河口省，南濒地中海，东临滨海阿尔卑斯省。
与勒普拉代接壤的市镇（或旧市镇、城区）包括：卡尔凯拉讷、拉加爾德。

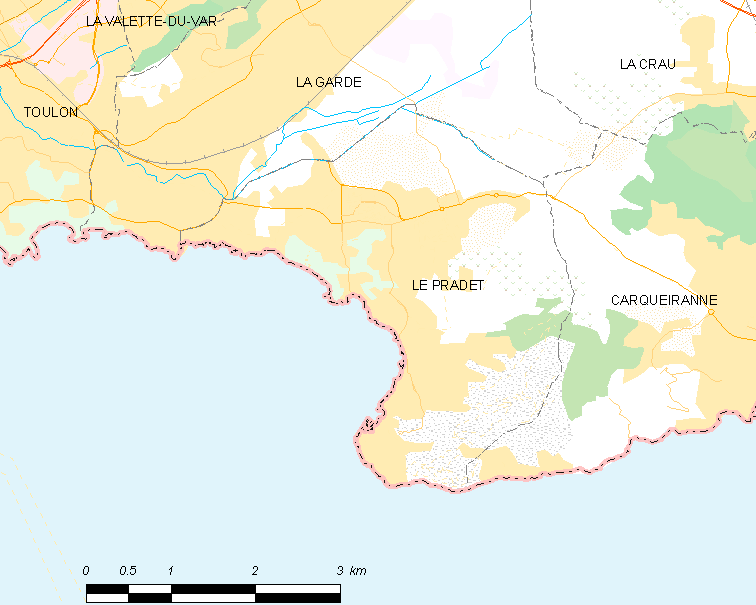
勒普拉代的OSM定位图

勒普拉代的时区为UTC+01:00、UTC+02:00（夏令时）。

## 行政
勒普拉代的邮政编码为83220，INSEE市镇编码为83098。

## 政治
勒普拉代所属的省级选区为拉加尔德县。

## 人口

1962-2008年间勒普拉代人口变化图示

勒普拉代于2022年1月1日时的人口数量为10582人。